# Підгайчики (Львівський район)
Підгайчики — село в Україні, в Львівському районі Львівської області. Населення становить 638 осіб. В складі Глинянської міської громади.

## Основна інформація
Підгайчики — село, центр старостинського округу, розташоване при шляху М09 Тернопіль — Рава-Руська, за 37 км на схід від Львова. Старостинському округу підпорядковані села і присілки: Косичі (Касичі, Альфредівка) — у 1900 р. — 339 осіб; у 1943 р. — 456 осіб. Погорільці — у 1900 р. — 768 осіб; у 1943 р. — 727 осіб. Шопки

## Історія села
Вперше згадується в 1397 році в документах, пов'язаних з іменем Дениска Лагодовського у документах Глинянського суду.
Населення в 1900 p. — 793 особи (без Двориськ); у 1943 р. — 801 особа; у 1968 р. — 1109 осіб.
Дані 1900 року. Земля — 1037 га, Будинків — 152.
Населення — 793: Чоловіків — 372, Жінок — 421. Релігійний розподіл: Католики — 21, Греко-католики — 668, Юдеї — 52, Євангелісти — 52.
Використання мов у побуті: Німецька — 52, Українська — 671, Польська — 70.
Поголів'я тварин: Коні — 121, Велика рогата худоба — 244, Свині — 240.

### Релігійне життя села
Існує легенда про те, що перша церква в селі існувала ще до першої письмової згадки про саме село у 1397 році.
Старші жителі села кажуть, що церква була спалена під час монголо-татарського набігу (ймовірно у 1241 році). Після цього на місці церкви залишилося лише 5 каменів. Зараз із них зберігся лише один, на ньому висічено 2 хрести. Камінь цей знаходиться в полі в Дворищах.
Свідчення підгайчанина Михайла Яремчишина (1914—2013): «В 1938 році я під час копання глибокої ями в кінці свого городу приблизно на глибині одного метра натрапив на горнець чорного кольору. Ушкоджений лопатою він розколовся і я знайшов у ньому спалені кістки та дрібні шматки обгорілого хмизу. Горнець я закопав на тому місці, де і знайшов. Мій син Петро на початку 60-х років намагався цей горнець відшукати, проте знайшов інший, що був трохи менший від попереднього і вже розколений.»
Існує легенда й про те, що в давнину частина земель, на яких зараз знаходиться частина села «Унтервальден», належали православному монастирю. Дата заснування монастиря невідома, але відомо, що монастир володів близько 1500 га землі та мав свій водяний млин. Карти середини XVII століття свідчать про те, що на цих територіях були великі пасіки.

Згідно з документами Львівського обласного архіву в 1603 році Андрій Лагодовський та його дружина Зофія Тисзвок продали за 35,3 тисяч польських злотих великому коронному гетьману Речі Посполитої Янові Замойському Підгайчики (з Дворищами), Погорільці, Станимир, Туркотин. Він передав землі православного монастиря католицькому ордену Кларисинок. У 1782 році внаслідок реформи Австрійського імператора Йосифа II монастир ліквідовують, а землі монастиря віддають німецьким колоністам - 30 родинам з регіону Північний Пфальц (долина річки Рейн).  

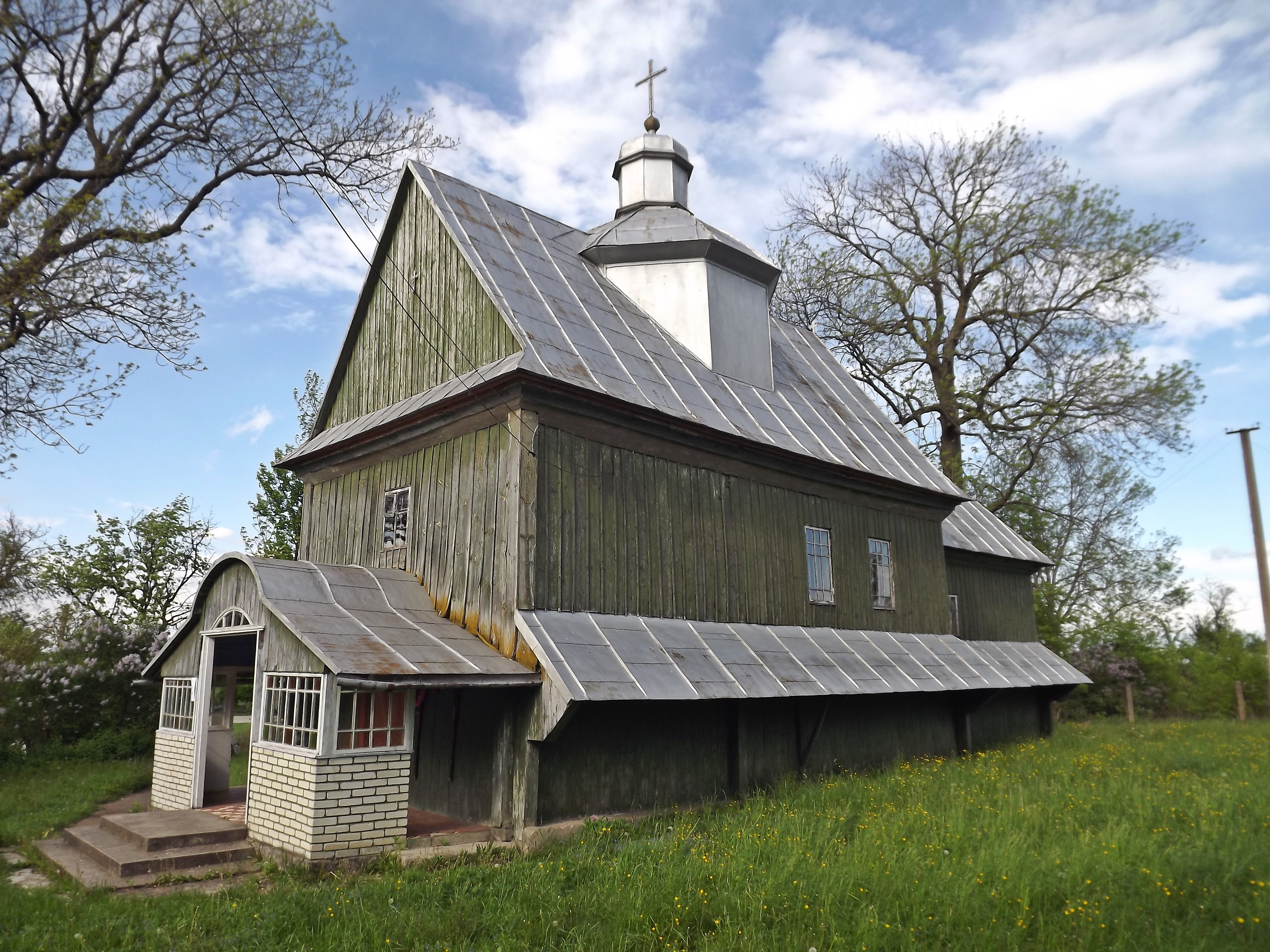
Церква Покрову Богородиці (1756). с. Підгайчики

Дерев'яна церква Покрови Богородиці збудована в 1756 році. За переказами святиня була збудована в Карпатах і згодом перевезена до Підгайчик. Церква побудована у формі старозавітного ковчега. Дводільна, одноверха, розмірами 15×6 м. Бабинець і нава об'єднані одним зрубом, вкритим двосхилим дахом, до нього зі сходу прилягає вужчий зруб вівтаря, вкритий трисхилим дахом. До вівтаря з півночі прибудована гранчаста в плані ризниця, а до бабинця — мурований рівноширокий ґанок.
Церкву з трьох сторін оточує піддашшя на випусках вінців зрубу і приставних кронштейнах. Стіни будівлі шальовані вертикально дошками і лиштвами. З площин даху нави виступають стіни восьмерика, вкритого низькою банею, яку вінчає ліхтар з маківкою. В інтер'єрі (станом на кінець 1990-х рр.) розташований різьблений і золочений іконостас XVIII ст. На південний захід від церкви збереглася дерев'яна триярусна дзвіниця. Фасад дзвіниці шальований дошками та умовно розділений на 3 частини зрубом, який на даний час покритий бляхою. 
У селі існує цікава легенда про те, що на початку Першої світової війни селяни зняли з дзвіниці дзвони і закопали їх на церковному подвір'ї, але навіть до сьогодні вони не знайдені. Зараз у дзвіниці новіші дзвони — найбільший із них названий Йосафатом, окрім імені на ньому є рік його виливання — 1937, а також напис «Підгайчики Двориска».
У 80-х роках XX століття парохом храму був отець Василь Вороновський.

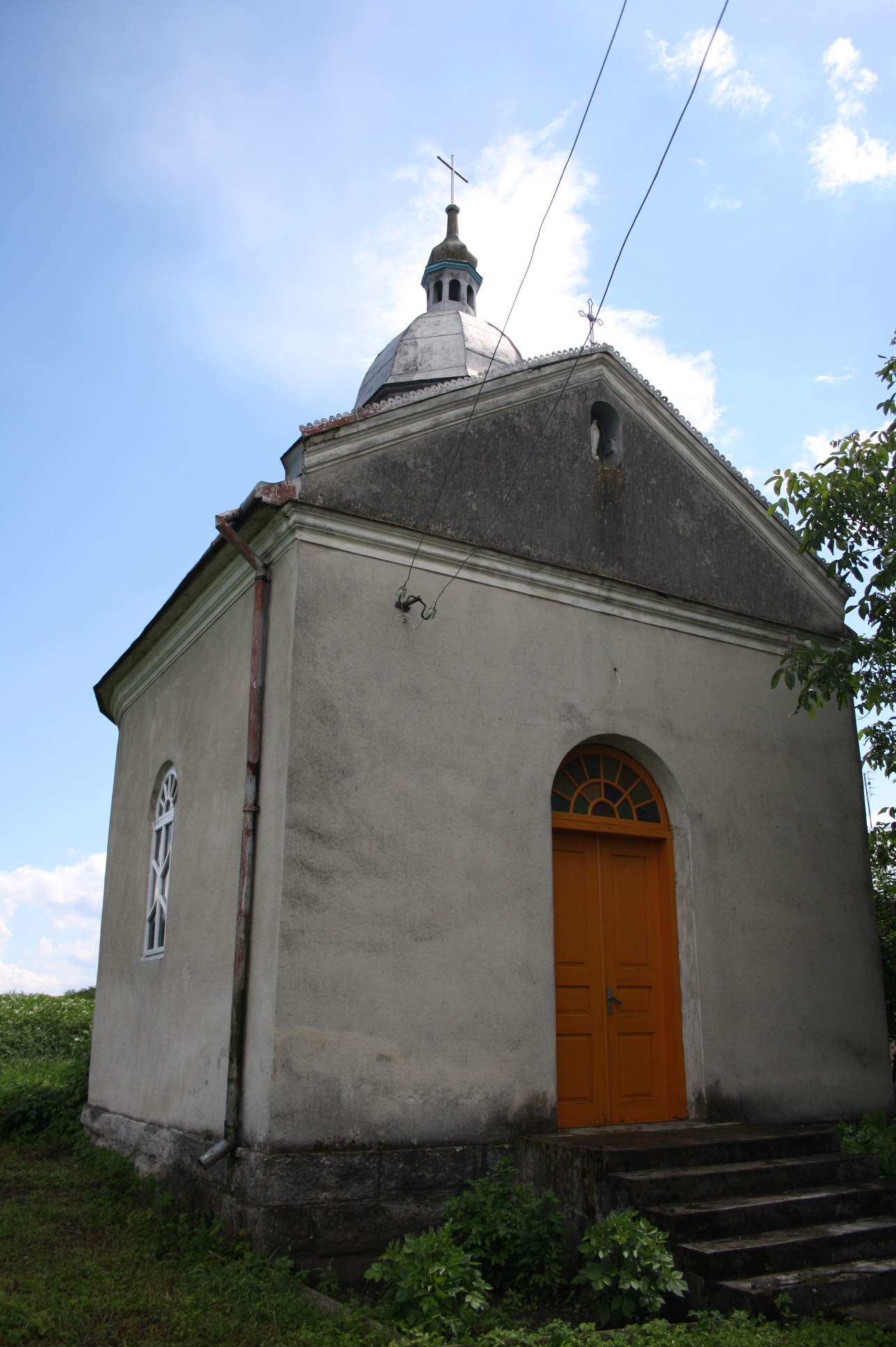
Каплиця св. Миколая в Дворищах (с. Підгайчики)

До 1914 року при в'їзді в село зі сторони Львова на чотириметровому стовпі стояла статуя Богородиці. У часі війни село було спалене російськими військами, тоді ж був знищений і стовп та скульптура вцілілі. Знову вже відреставрована у Глинянах фігура повернулася на попереднє місце лише у 1935 році у новозбудовану каплицю. У 1940-х роках в часі радянської окупації при розширенні траси Львів-Кропивницький каплицю зруйнували і слід фігури зник. Сучасна каплиця з аналогом статуї збудована у 1991 році. Автор скульптури — Б. М. Лютий.

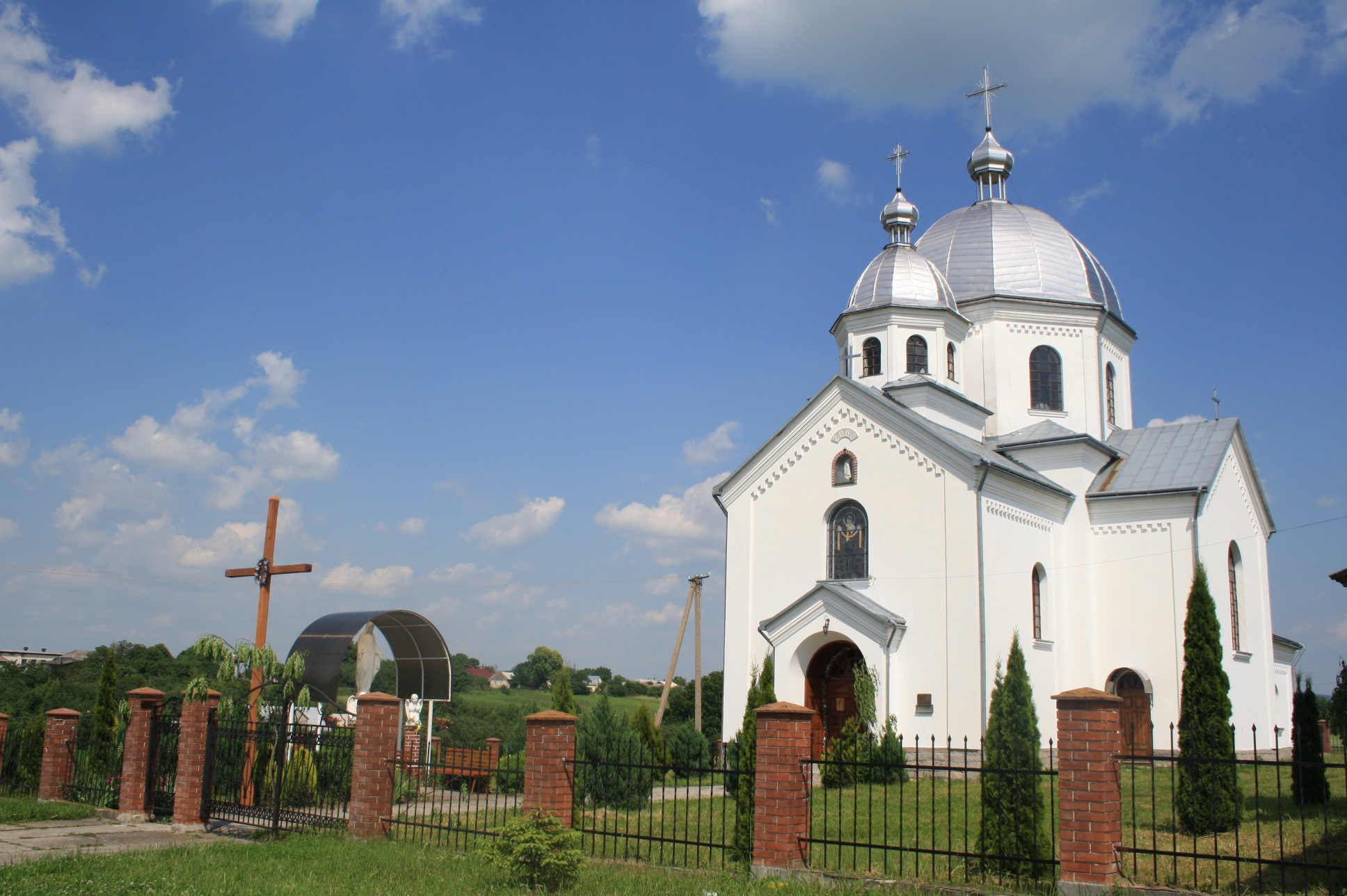
Церква Покрову Богородиці (УГКЦ) в Підгайчиках

У частині села Дворищі знаходиться каплиця Перенесення мощей святого Миколая (УГКЦ) (за іншими даними — каплиця св. Дмитра), збудована у 1913 році. Цю каплицю збудував місцевий багатий господар Дмитро Стерняк. До війни служби у ній відправлялись 2-3 рази на рік: на Зелені свята, на Дмитра та перед Великоднем тут святили великодні кошики. У 2020 році в часі пандемії COVID-19 тут також частина селян освячували великодні кошики.
У 2000 році громадою УГКЦ було закладено камінь для побудови нової церкви Покрови Пресвятої Богородиці. Новозбудовану церкву 2 листопада 2003 року освятив адміністратор храму о. Ігор Милянич спільно із запрошеним духовенством, зокрема, митрополитом та архиєпископом Львівським Ігорем (Возняком). У 2005 році відбулось розписування храму.
Також з 2000 року громада УПЦ КП почала пристосовувати німецьку лютеранську неоготичну кірху, у якій за часів СРСР були різні склади, під купольний храм східного типу. Зараз храм п'ятикупольний. Церкву освятили 15 травня 2011 року адміністратор о. Андрій Болкот спільно з духовенством та Високопреосвященнійшим митрополитом Львівським і Сокальським Димитрієм.

### Розвиток сільської культури у 20-30-х роках 20 століття
За часів Австро-Угорської імперії у селі було засноване товариство «Просвіта», був церковний хор та крамниця. Із відбудовою села після спалення  російськими військами, що відступали в часи Першої світової війни почали відроджуватися і культурні товариства. На той час село ділилось на 3 частини: Двориська, Підгайчики (На горі) та Унтервальден (німецька колонія). Відповідно до такого поділу і розвиток культури у всіх частинах сіл проходив по різному. У 1920-х роках побудовано дві читальні «Просвіти» — одна у Двориськах, а інша — На горі. У цих читальнях проводились драматичні вистави та концерти.
До побудови читалень місцями для проведення культурних заходів слугували дім Яремчишина Михайла Михайловича, двір його брата Івана та стодола Дзядів Миколи Григоровича. Перша театральна вистава була у стодолі Домерецького Романа: один із зарубів слугував сценою, а на іншому разом із током, на якому молотили зерно, розміщувалися місця для глядачів. Перша хата-читальня була Вриги Пилипа. У цій хаті відбувались і репетиції аматорського театру, режисером якого був Яремко Стефан Васильович.
Перш ніж поставити виставу на сцені потрібно було внести заяву на погодження у повітову владу та надати їм копії сценаріїв. На урочистостях міг бути присутній жандарм. Був випадок, коли на показі вистави актор додав до репліки те, чого не було в сценарії. Опісля голову «Просвіти» та його заступника було оштрафовано.
Фундамент на будинок «Просвіти» разом із читальнею та сценою у Двориськах був закладений у 1924 році на площі, де зараз знаходиться школа. Проте Перемишлянський повітовий уряд заборонив будову на тому місці, мотивуючи відмову тим, що там має будуватись школа. Згодом так і сталось. А будинок «Просвіти» дозволив будувати у кінці свого городу, не далеко від попереднього місця Повх Іван Антонович. У 1925 році було закладено фундамент нового будинку, того ж року було зведено цегляні філяри, а решта стін збудовано з глиняних та солом'яних боханців. Покрили будинок бляхою, на придбання якої брали кредит у єврея з Перемишлян. Щотижня по будинках ходив касир «Просвіти» Цимбала Петро Іванович, який збирав добровільні пожертви на будову читальні.
При будинку товариства «Просвіта» у Двориськах буди наступні товариства та об'єднання: «Сільський господар», «Рідна школа», «Сокіл», «Відродження», при «Просвіті» у Підгачиках діяли товариство «Луг» та «Пласт». В обох просвітах були бібліотеки, драматичні гуртки, проводились спортивні ігри, забави, у день святого Миколая діти на концерті отримували подарунки.
Починаючи із 1930 року у Двориськах при читальні проводились фестини, на яких молодь усіх найближчих сіл демонструвала різні свої вміння: хлопці різні силові вправи, вправи з топірцями, дівчата у свою чергу танці та співи. На свята запрошували людей із сусідніх сіл: Якторова, Лагодова, Курович, Погорілець. На фестинах ставили смерековий стовп, добре очищений від кори та вимазаний олією. Вгорі стовпа обов'язково мав бути синьо-жовтий прапор. До перекладини, що теж кріпилася до верха стовпа прив'язували пляшку горілки, закуску та пару черевиків. Кожен, хто долазив до мети міг зняти тільки одну річ. Лазили на стовп доти, доки не стиралась олія, а на останку хтось таки долазив до перекладини та отримував приз.
Культурною роботою у селі керували місцеві студенти Трач Андрій Андрійович, Трач Василь Петрович, Трач Агафія, Яремчишин Стефанія Іванівна, Володимир та Роман Лунь, Трач Марія Андріївна, Хащевський Андрій та інші.
При читальнях буди крамниці-кооперативи, в яких були пункти прийому молока. Тут же у крамницях молоко відділяли від сметани на центрифугах та відправляли все на Глинянський маслозавод.
До 1939 року довголітнім головою просвіти в Дворисках був Дзядів Микола Григорович, його заступником та керівником «Рідної школи» — Яремчишин Михайло Васильович. Голови усіх вищезгаданих товариств працювали безкоштовно, усі члени сплачували обов'язкові членські внески у розмірі 10-20 грош, члени «Сільського господаря» — 50 грош. (До порівняння! НА той час центнер пшениці коштував 18 злотих (1 злотий — 100 грош)).
До читалень виписували різні газети та журнали, у бібліотеках серед книг були «Трилогія» Мазепи, «Історія України» Грушевського та інші.
У селі діяв відділ кредитного товариства «Дністер», представником якого був у той період Яремчишин Михайло Пилипович.
З приходом радянської влади у 1939 році читальню в Двориськах закрили, а приміщення було облаштовано під магазин. Бібліотеку перенесли у читальню в Підгайчики (на гору), там на місці «Просвіти» створили клуб, завідувачем якого став Яремчишин Михайло Васильович. У клубі теж ставились вистави та організовувались концерти.
З приходом німців у село 1 липня 1941 року культурне життя фактично припинилось аж на три роки, поки 27 липня 1944 року до села знову не ввійшли воїни червоної армії.
Українську символіку активно використовували на одязі, на будівлях «Просвіти», на сценах та у бібліотеках. В селі були численні симпатики ОУН, а згодом і УПА.

### Німецька колонія Унтервальден (Unterwalden)

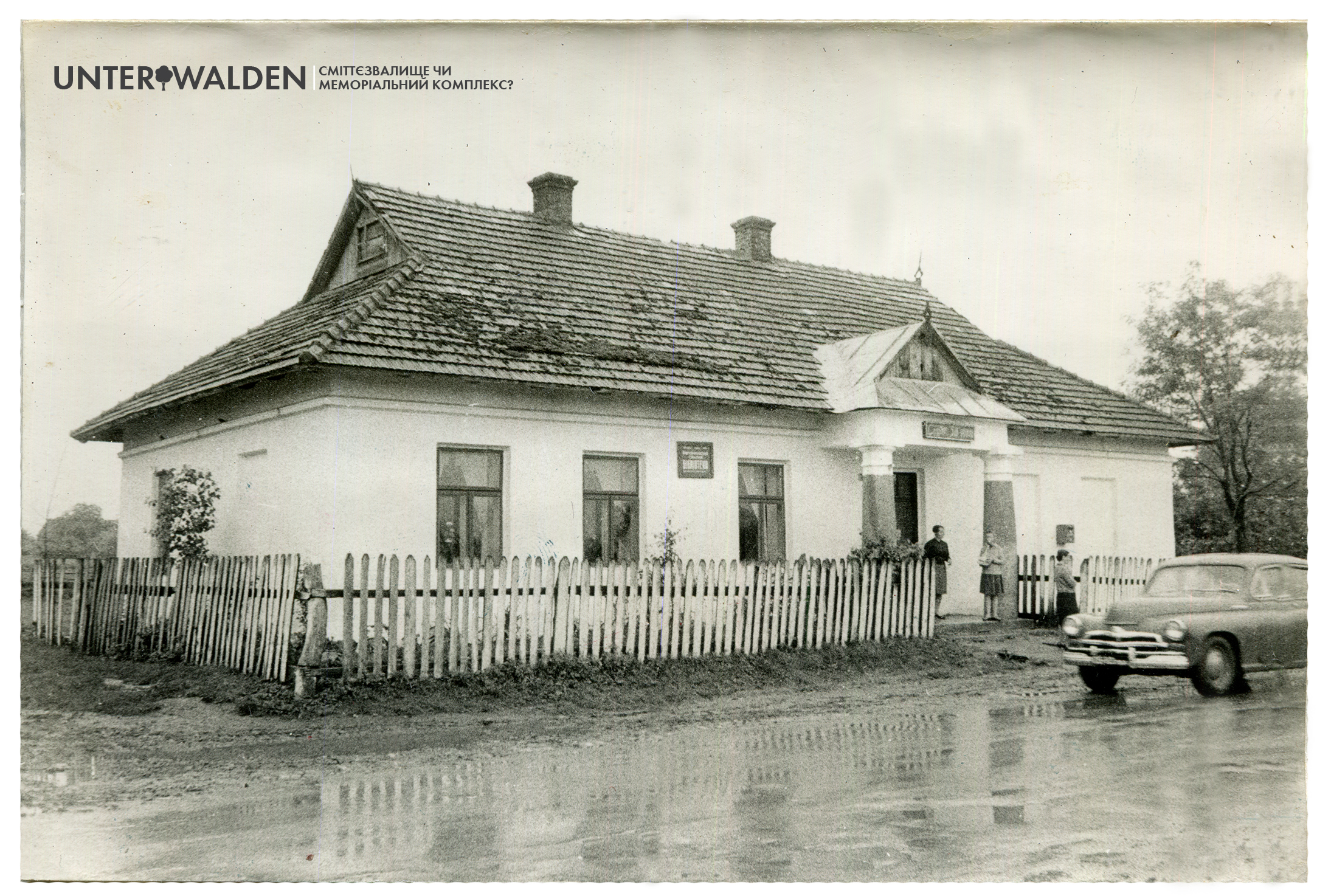
Будинок німецької молочної кооперативі в колонії Унтервальден

Unterwalden (Унтервальден) — одна із численних німецьких колоній на території Галичини, заснована в період Йосифінської німецько-австрійської колонізації українських земель.

Відомо, що станом на 1808 р. у населення колонії налічувало 138 людей, які за віросповіданням були протестантами-лютеранами. Храмом для них служила кірха, збудована близько 1911 року.

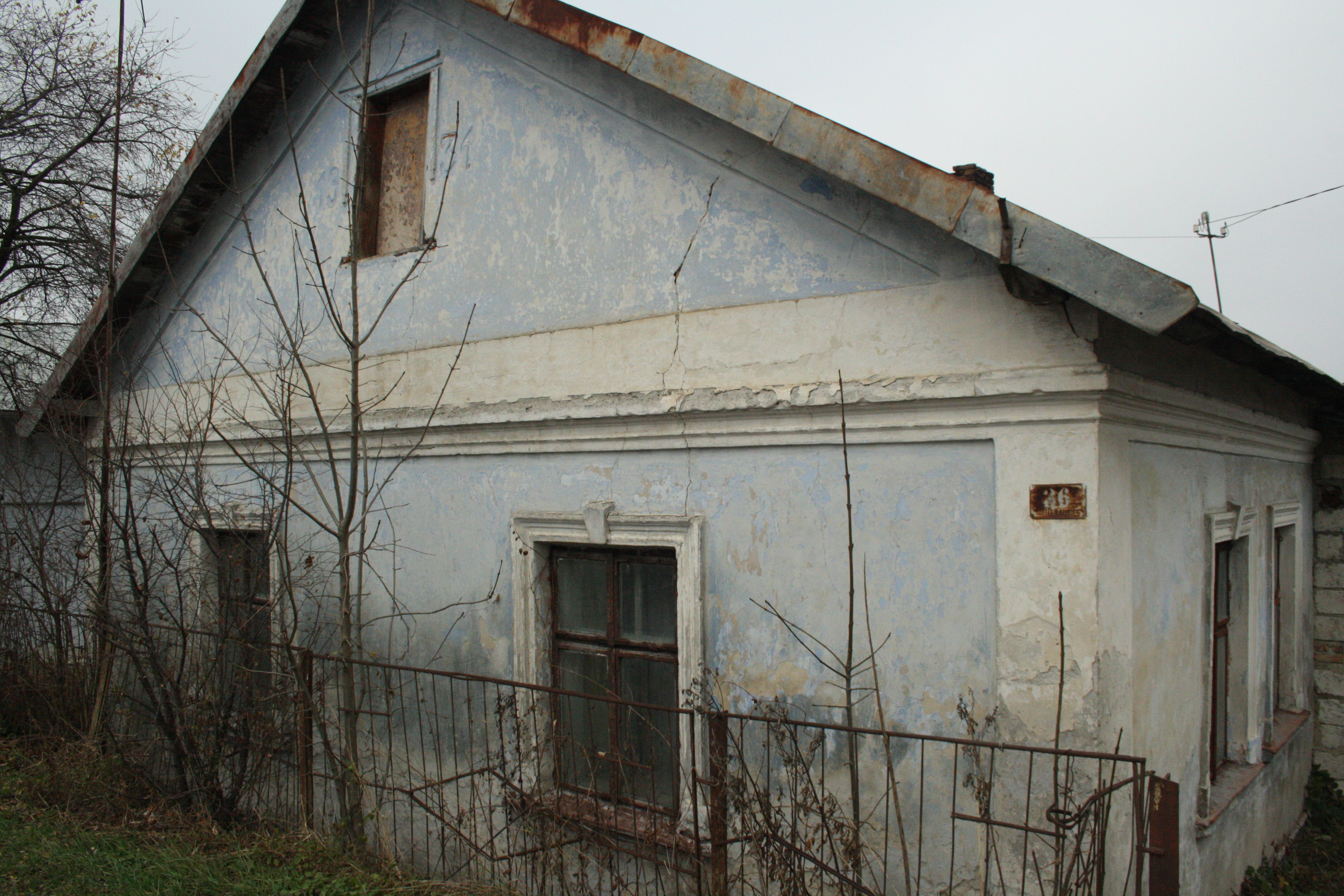
Будинок німецьких колоністів у Підгайчиках (Унтервальдені) 1931 року будови. Ймовірний перший власник та будівничий Ruhpenshall Karl

Німці активно підтримували та розвивали привезені із батьківщини традиції, релігію, освіту, навіть стиль побудови будинків відрізнявся від українського. Німці привезли також із собою нові (не типові для українців) способи обробітку землі.
Село Унтервальден до 1939 року було окремим селом та входило у сільську ґміну (громаду) Погорільці. Після виселення німців село Унтервальден перейменовано на хутір Підлісне та підпорядковано Косичівській сільській раді. Після входження Косичівської сільської ради до Підгайчиківської сільської ради, хутір Підлісне приєднано до села Підгайчики.
Дані станом на 1900 рік: Будинків — 81
Населення — 516. Чоловіків — 266, Жінок — 250.
Релігійний розподіл: Католики — 16, Греко-католики — 33, Юдеї — 63, Євангелісти — 404.
Використання мов у побуті: Німецька — 466, Українська — 31, Польська — 19.
Поголів'я тварин: Коні — 88, Велика рогата худоба — 223, Свині — 205.
Після розпаду Австо-Угорської імперії (1919 р.) Галичина увійшла до складу Другої Речі Посполитої, тоді на теренах Галичини утворились нові одиниці адміністративно-територіального поділу — ґміни. Унтервальден 14 липня 1934 року увійшов до складу гміни Погорільці, яка об'єднала крім того ще й Ганачів, Ганачівку, Станимир, Лагодів та Підгайчики
Станом на 1 січня 1939 року в Унтервальдені проживало 580 осіб: 60 українців, 20 латинників (греко-католиків поляків чи римо-католиків українців), 40 євреїв та 460 німців.
У селі був єврейський магазин, відомий своїм товаром навіть у навколишніх селах. Відомо, що там продавали навіть якісне і полотно.

Найбільш поширені німецькі прізвища в Унтервальдені: Bachmann, Burckhard, Fritz, Heinz, Jung, Kraushaar, Krahenbiel, Kullmann, Molter, Muller, Ruppenthal, Schafer, Schilling, Schmidt, Stein, Vogel.

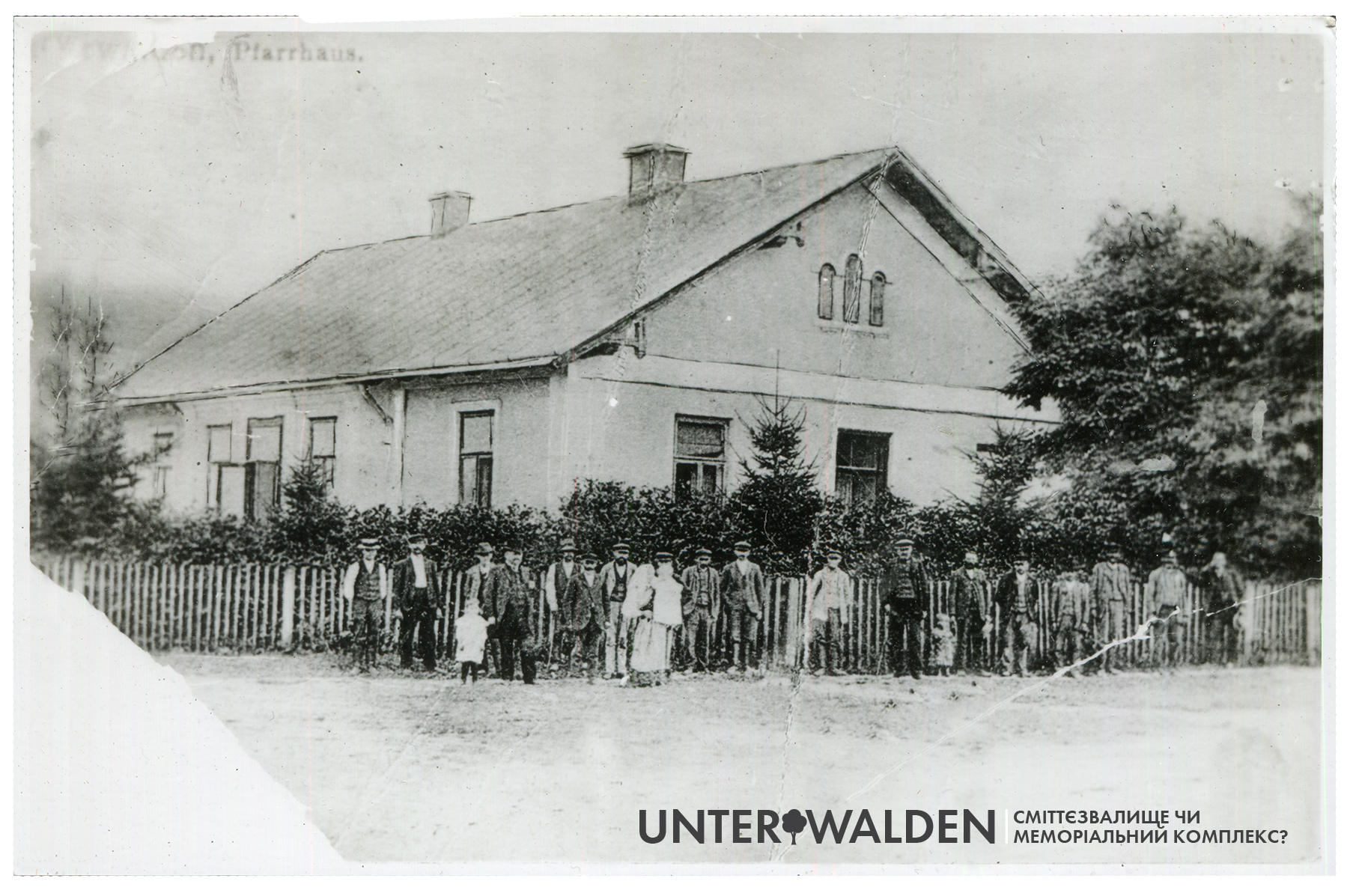
Німці з Унтервальдену біля свого парафіяльного будинку

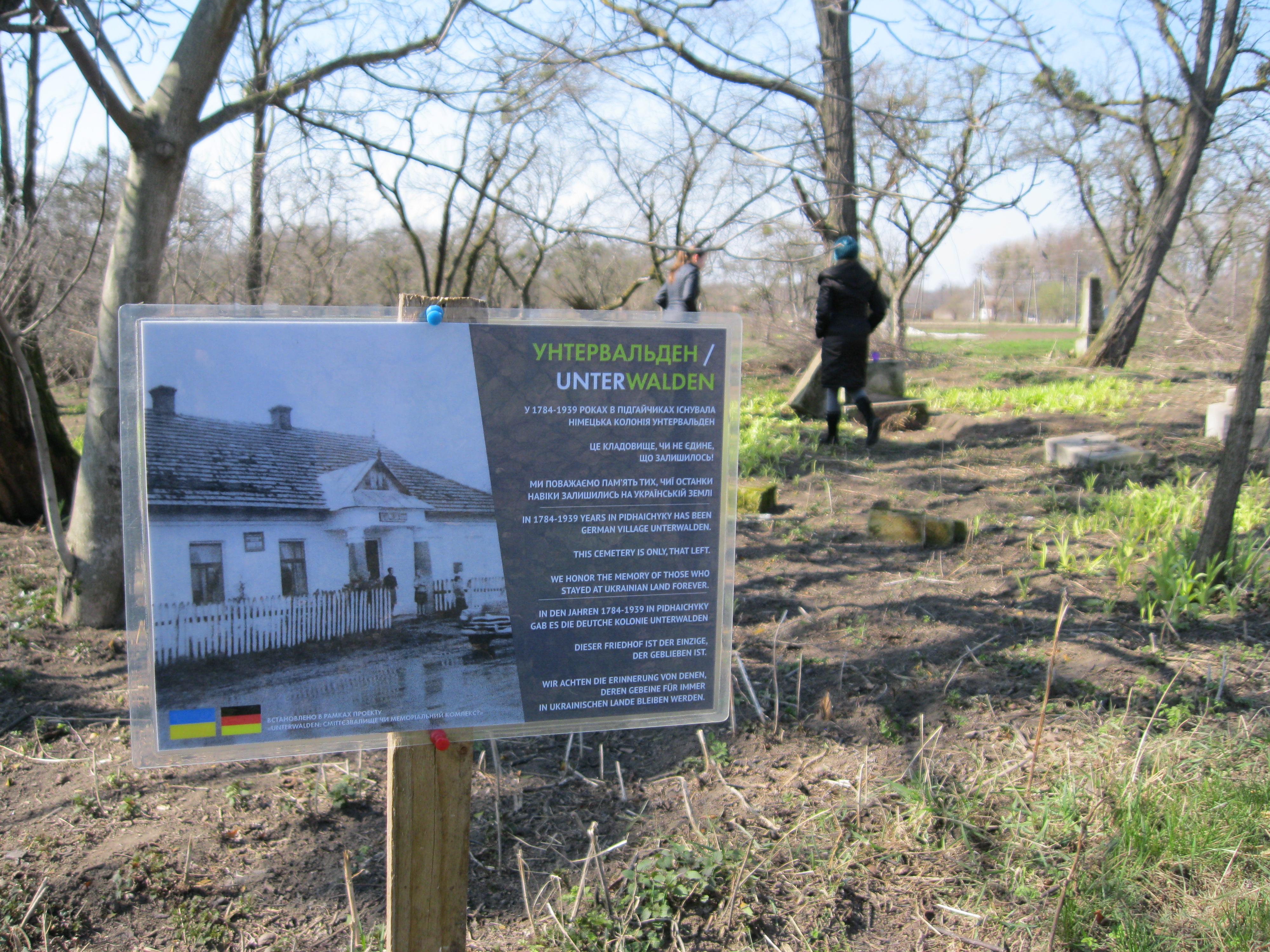
Кладовище після першої толоки

У березні 2016 року на території німецького кладовища було проведено весняну толоку, яка стала поштовхом до реалізації проекту «Унтервальден: сміттєзвалище чи меморіальний комплекс?»

### Підгайчиківські млини
В західній частині села, що має назву Двориска (Дворища, Дворище) тече річка, що бере початок у с. Затемне та протікає через с. Погорільці, де в неї впадають води з невеличкого ставка. Цей ставок у свою чергу колись був справжньою повноводною водоймою з чистим джерелом прісної питної води. Далі, вже у Двориськах, у річку впадають води підгайчиківської річки Підоль.
На водоймі у різні часи та у різних місцях було 4 млини (за історією, записаною від М.Яремчишина):
- Млин Паславського (проіснував до 1955 року);
- Млин Чепіжака Йосипа біля погорілецького ставу (розібраний близько 1935 року);
- Млин Цісарський більш відомий як «Американський млин Парнаса».

Американський млин Парнаса. Збудований у кінці пасовиська біля Рогачків (розвилки доріг на Тернопіль та Івано-Франківськ) з каменю він одразу отримав назву Мурований або Цісарський. Його першим власником був єврей Бльох. Цікаво, що на недалеко від млина була і корчма.
Згодом у Бльоха з'явився зять з Америки, він разом з двома братами-інженерами оновив старий млин, побудував кілька нових валів для помелу. Це було близько 1925 року.
Млин Парнасів молов борошно для селян, а також скуповував зерно та виготовляв борошно на продаж. Центнер пшениці у час жнив коштував 16 злотих, зимою — 18-19 злотих. Борошно від Парнасів доправляли до залізничних станцій Куровичі та Задвір'я місцеві фірмани. Млин був великим, користувався великою популярністю, молов борошно різного ґатунку та якості. Проіснував він до 1939 року, тобто до приходу у село радянської влади. В 1939 році млин «націоналізували», оскільки було багато охочих заволодіти «ласим шматком».
Сім'я Парнасів мусила емігрувати в Америку (за іншим даними перед еміграцією Парнаси відбули кілька років заслання в Сибіру). Млин тим часом почав занепадати, обладнання потроху розтягли до Курович, Львова. Перші «совіти» не мали якихось особливих планів на відновлення млину, тому бляха, якою він був критий, одразу пішла на дах новозбудованого військового аеродрому в Косичах. За німців у млині був зерновий склад. У 1945-46 роках селяни остаточно розібрали стіни, від будівлі залишились тільки мурований фундамент.
На цьому місці у 1988 році почали будувати завод з переробки олії, який через розпад радянського союзу та глибоку економічну кризу так і не запрацював, а те, що було збудоване швидко «розподілили між собою» місцеві селяни та керівництво колгоспу.
Млин Михайла Яремчишина у Двориськах. Паровий млин з валами близько 1932-35 років у братів Михайла, Івана та Антіна Яремчишин (у народі — Попиків) викупили брати Парнаси, на його місці заснували пилораму, яка проіснувала до 1942 року.
Ще один млин був у Підгайчиках. Існував він у сиву давнину, ще за часів православного монастиря, був у його власності. Знаходився на річці Підоль там, де зараз господарства сімей Врига та Кіт.

### Друга світова війна
Про напад нацистської Німеччини на Польщу селяни дізнались з розклеєних по селу оголошень вже у вересні 1939 року. У той же час почалася мобілізація резервістів до лав польської армії. 19 вересня 1939 року в село зайшли перші загони Червоної армії, а чоловіки, мобілізовані до львівських частин польського війська, повернулись до своїх домівок. Активних боїв у підгайчиківському краю не велось.
Вранці 22 червня 1941 року кілька німецьких військових літаків розбомбили та повністю зруйнували Косицький аеродром, знищили дотла кілька десятків радянських військових літаків, військове наметове містечко. 23 червня у Глинянах у військкоматі представникам сіл роздали повістки для сільських чоловіків, 25 — у село зайшли перші німецькі загони. Німців селяни сприйняли добре, що сподівались, що  «вуйко Гітлер» покращить рівень життя. В Підгайчиках до приходу німців колгоспу не було, не було організації комуністичної партії.
Молоді євреї були відправлені у табір Грушка, згодом працювали в каменоломнях та на будівництві доріг, старших відправили в гестапо у Перемишляни.
В часі окупації німці сформували нову сільську владу, солтисом був обраний Дучай Стефан, який трохи володів німецькою. На потреби армії забирали багато великої рогатої худоби та свиней, вівся чіткий облік сільських тварин. Власники коней працювали перевізниками каменю при будівництві дороги. У селі створено комітет по збору харчових продуктів.
1941-42 роки були дуже неврожайними, селяни голодували, багато людей ходили просити допомоги харчами на Волинь. Німці не дозволяли людям мати у хатах тримати жорна чи ручні млинки.  Серед підгайчан поліцаїв не було.
Війська в час окупації стояли переважно в недавно збудованому приміщенні школи, а також у хатах багатших господарів. Була розгорнута тимчасова ветеринарна лікарня, що лікувала поранених у бою коней.
До весни 1944 року в селі залишався греко-католицький священник о. Григорій Бойко, який при наближенні фронту разом із сім'єю емігрував у Канаду.
У воєнні роки селяни не припиняли займатись вирощуванням сільськогосподарських культур. Здачу продуктів німцям частково оплачувалась, часом видавали талони на продукти, алкоголь, одяг, взуття.
Весілля у воєнні часи справлялись не гучні, переважно святкували їх у вузькому родинному колі. Молодь часом організовувала забави, вечорниці, але дуже тихі, скромні.
Школа, яка за перших «совітів» стала семикласовою, на час війни була закритою аж до 1944 року.
27 липня 1944 року в село увійшла радянська армія, що дало початок другій радянській окупації краю, що тривала аж до краху комуністичного режиму.

## Населення

### Мова
Розподіл населення за рідною мовою за даними перепису 2001 року:
| Мова       | Кількість | Відсоток |
| ---------- | --------- | -------- |
| українська | 635       | 99.53%   |
| російська  | 3         | 0.47%    |
| Усього     | 638       | 100%     |

## Економіка
У селі функціонує чотири магазини, два з них — цілодобові, розташовуються при трасі Львів-Тернопіль.
- Завод із забою курей-бройлерів та переробки їхнього м’яса. Власник комплексу – аграрна компанія «Агроль».[5]
- Цілодобовий магазин «Маркет+»
- Цілодобовий міні-маркет
- Магазин «Давня Мрія»
- Магазин
- Садовий центр Sweet flowers

## Освіта і культура
У селі є СЗШ I—II ступенів, в якій навчається близько 50 дітей. Директор школи — Ганна Сеньків. Також у селі є дошкільний навчальний заклад «Промінчик», в якому навчається 20 дітей. Керівник ДНЗ «Промінчик» — Марія Якубовська.
Ще одним культурним осередком села є Народний дім. Завідувачка Народного дому — Ніна Черевата. Також у селі є бібліотека-філія, яка розміщується у приміщенні Народного дому. У 2016 році в селі відновлено столітню традицію проведення фестин — фестивалів сільської культури. 14-16 жовтня в селі проведено перші «Покровські фестини». 4-5 червня 2017 року відбулися «Підгайчиківські ювілейні фестини» до 620 річниці села.
У селі є три храми, з них діючих — 2: Церква введення в храм Пресвятої Богородиці (УПЦ КП) та Покрову Пресвятої Богородиці (УГКЦ). Дерев'яна церква Покрову Пресвятої Богородиці 1756 року є пам'яткою архітектури місцевого значення.

### Музейно-культурний центр «На Унтервалю»

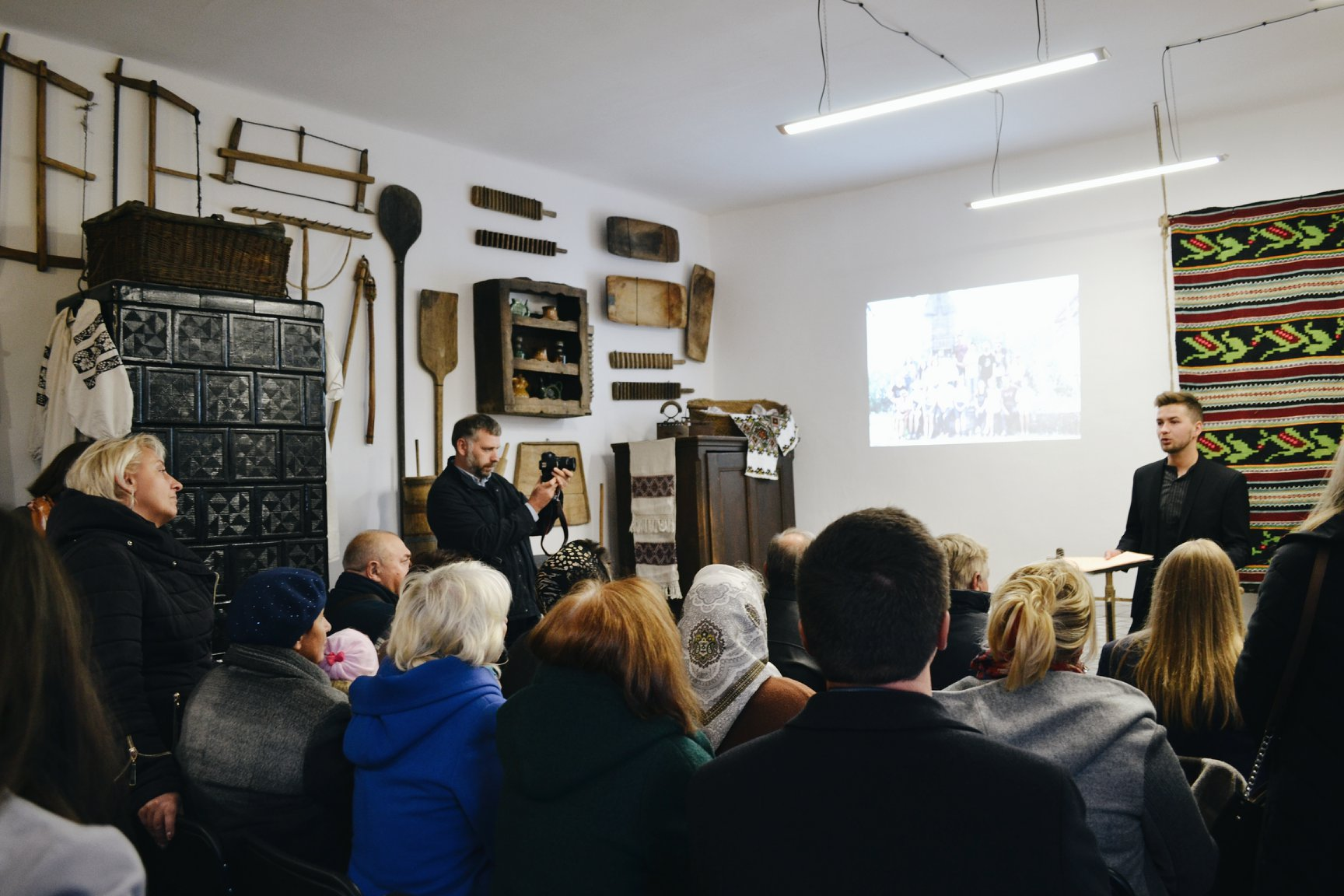
Відкриття музейно-культурного центру "На Унтервалю" в Підгайчиках. 3 листопада 2019 року

МКЦ «На Унтервалю» — громадська волонтерська ініціатива, що покликана широко впливати на розвиток особистості. МКЦ «На Унтервалю» засновано ініціативною групою та відкрито для громади села Підгайчики та гостей 3 листопада 2019 року.  Поштовхом до створення нашого простору став всеукраїнський молодіжний табір «Тут і зараз» 16-17 серпня 2018 р.
Центр працює у двох напрямках:
- історія — збереження локальної ідентичності через інструменти музейництва та просвітництва
- сучасність — створення можливостей для розвитку, реалізації та дозвілля для членів громади села Підгайчики та наших гостей

24 жовтня 2021 року музейно-культурний центр «На Унтервалю» відкрив свої двері для відвідувачів після реекспозиції. Завдяки підтримці Українського культурного фонду й Державного агентства розвитку туризму України вдалося не просто оновити експозицію музею, а й внести інтекрактив у виставку. Відтепер гості можуть взаємодіяти із певними предметами.
Завдяки сучасній фотозоні тут можна зробити знимку з понад столітньою скринею, зануритися у живі історії з минулого, подивитися цілодобову вуличну експозицію, побувати на відкритому подієвому майданчику. Організатори провели професійну систему освітлення, тому озброївшись тримовним аудіогідом (передбачена українська, англійська та німецька мови), ніщо не завадить провести повноцінну екскурсію.
Відвідувачі «На Унтервалю» можуть створити унікальну вишивку, яка базується на традиційному підгайчиківському узорі, чи зробити своїми руками листівку у незвичній техніці лінорит.

## Відомі люди

### Народилися

Роман Дзядів

- Демкович-Добрянський Михайло — український громадський діяч, журналіст, історик; співзасновник Союзу української націоналістичної молоді.
- Михайло Трач (нар. 20 листопада 1921) — В 1943 році зголосився до дивізії «Галичина». Вишкіл проходив у Гайделягері (Польща). Підстаршинську школу закінчив у Ляуенбурзі (Тепер Лемборк, Польща). На маневрах був поранений уламком гранати. Перебував у полоні в Ріміні. В 1952 році виїхав до США. Помер 18.03.2017 р. у Клівленді.
- Пилип (Филип) Трач (нар. 26 вересня 1919) — член ОУН. У 1940—1941 рр. пройшов старшинський вишкіл під керівництвом є. Побігущого. Служив у штабі дивізії Верхмату перекладачем. У 1943 році переведений до дивізії «Галичина». Вишкіл проходив у Нойгаммері (Польща). У ступені хорунжого (унтерштурмфюрер) служив командиром 1 чоти 14 сотні 30 полку. Воював в Австрії (під Штайнбахом). Був поранений. Нагороджений Залізним хрестом II кл. і медаллю «За зимову кампанію на Сході 1941—1942». У 1952 році виїхав до США. Помер 10 липня 2011 року в Клівленді.
- Олександр Маляр (нар. 1955) — український скульптор, член Національної спілки художників України.
- о. Андрій Трач (13 грудня 1904-?) — народився у Підгайчиках, син Андрія і Анни. Навчався у Львівській гімназії, пізніше у Львівській духовній семінарії Святого Духа. Свячення тримав у 1934 році. Одружений. Душп. праця: Полюхів Великий (Перемишлянський д-т), 1934—1936 — сотрудник; Мозолівка (Зарваницький д-т), 1938—1944 — завідатель; Юрівці (Сяніцький д-т ААЛ), до 15.ІХ.1945. У Юрівцях з лютого 1944 р.[2] З 1946 до 1957 року — парох храму свв. безсрібників Кости і Дамяна у м.Ходорів (Жидачівський р-н). 22.07.1958 — 7.12.1982 — настоятель храму св. Миколая у м. Миколаїв (Львівська область).
- Іван Бойко — син пароха храму Пресвятої Богородиці в с. Підгайчики о. Григорія Бойка, разом з батьками та родиною емігрував до Канади. Голова Суспільної Служби Українців Канади у м. Гамільтон (Онтаріо).
- Мирослав (Мирон) Бойко — син пароха храму Пресвятої Богородиці в с. Підгайчики о. Григорія Бойка, разом з батьками та родиною емігрував до Канади. Був вояком дивізії СС Галичина. Проходив військовий вишкіл у німецькому місті Гіссен, опісля у місті Щецін. Після еміграції проживав у Сарнії в провінції Онтаріо.

- Роман Дзядів  — народився в селі Підгайчики 17 грудня 1910 року. В сім'ї було семеро дітей. Після закінчення школи в Підгайчиках вчився у Головній Академічній гімназії у Львові, яку закінчив в 1930 р. Не зміг вступити на медичний факультет Львівського університету через вороже ставлення поляків до українців у Львові. Врешті вступив у Карлів університет в Празі, який в тяжких матеріальних умовах закінчив в 1941 р. працював у Празьких шпиталях до 1945 року. У 1945 переїхав до Німеччини, де працював у таборі для переміщених осіб в Ашаффенбурзі. Від 1947 — у США, відбув практику в Нью-Йорку, 1950 отримав дозвіл на приватну практику. Від 1957 після спеціалізації з радіології працював у лікарнях Нью-Йорка та водночас від 1969 викладав у Нью-Йорк. ун-ті. Від 1978 — на пенсії. Чл. Укр. лікар. т-ва Пн. Америки та низки лікар. асоціацій. Жертводавець на українські церкви та культурні установи. Помер 12. 08. 1990, похований у місті Бавнд Брук, штат Нью-Джерсі, США.
- Ольга Дзядів  — (4 червня 1917- 19 липня 2006) народилася у с. Підгайчики (тоді ще Перемишлянського повіту Тернопільського воєводства). Українська громадська діячка. Абсольвент Львівського університету, факультет філософії. Належала до ІІ куреня УПС « Ті, що греблю рвуть». Активна учасниця пластових таборів в Україні, Німеччині, США. Входила до редакційної колегії пам'ятної книги гімназії Сестер Василіянок у Львові. Померла у м. Денбер, штат Коннектикут, США.
- Юзеф Журовський(1892—1936) — польський археолог, історик стародавнього світу, історик мистецтва.

### Пов'язані з селом

Мирослав Грещишин

- Стрільбицький Михайло — греко-католицький священник. Свячення прийняв в 1788 році. Парох храму Покрову Пресвятої Богородиці с. Підгайчики у 1832—1834 рр. Помер у 1834 році, був сином місцевого пароха  та Миколаївського декана Іоана Стрільбицького (1752 р.н. - 1812 р.с),  та онуком Підгаєцького пароха о. Теодора Стрільбицького (1715 р.н. - 17.05.1806 р.с.)
- Мирослав ГрещишинГрещишин Мирослав — акушер-гінеколог. Закінчив медичні студії в університеті Ґете у м. Франкфурт-на-Майні (Німеччина, 1951). Відтоді — у США. Відбув загальну практику у шпиталях при Нью-Йоркському університеті (1953–57), спеціалізувався на акушерстві, гінекології та гінекологічній онкології у Стокгольмі (1957), з хіміотерапії — у м. Буффало (штат Нью-Йорк, 1957–59). Від 1962 — в Університеті Буффало: від 1965 — асоційований професор, від 1970 — професор-ординарій, від 1982 — керівник кафедри гінекології та акушерства. Одночасно провадив приватну лікарську практику; очолював Центр для трофобластичних недуг північно-західного Нью-Йорка (1965–67), міжнародну групу з дослідження хоріонкарциноми (1967–77); працював керівником університетського відділу гінекологічної онкології (від 1972), директором департаменту акушерства і гінекології Головного шпиталю Буффало (від 1985). Член Українського лікарського товариства Північної Америки, Американського товариства для дослідження раку. Організував видання підручників для українських лікарів. Помер 29 травня 1999 року. Похорон відбувався 29 травня 1999 р. на МІ. OIiVe Сетеїегу, в Боффало, штат Нью-Йорк. У Клінічній лікарні Львівської залізниці встановлено меморіальний барельєф професора Мирослава Грещишина роботи відомого тернопільського художника- скульптора Василя Купецького. На відкритті барельєфу була присутня дружина Мирослава — Лідія, його діти та внуки, що спеціально приїхали з Америки.